# 索米爾戰役
索米爾戰役（法語：Combats de Saumur），或稱索米爾學員的戰鬥（combats des Cadets de Saumur）發生於1940年6月18日至20日，是第二次世界大戰法國戰役的最終階段交戰。索米爾裝甲騎兵學院的學員在夏爾·米雄上校的率領下，在羅亞爾河經過的索米尔、蒙索罗和热讷佔據了防禦陣地。騎兵學院的學員和支援部隊在兩天中不斷擊退德軍的進攻。由於此戰役發生於菲利普·贝当呼籲停戰後，此行動也被認為是法國抵抗運動的第一次行動。

## 參與的知名人士
- 耶罕·阿兰（1911-1940年）法國作曲家和管风琴家，死於1940年6月20日，以一人對抗一個德軍突擊排，[1]，並在擊斃16人後戰死。[2]
- 加布里埃爾·德·加爾伯特（英语：Gabriel de Galbert）中尉（1912-2001年）法國將軍，索米爾戰役的正規軍部隊指揮官。
- 莫里斯·圖翁（英语：Maurice Druon）（1918-2009年）法國著名小說家、文化部部長和法兰西学术院院士。
- 讓·費爾尼奧（英语：Jean Ferniot）（1918-2012年）法國記者和小說家，行際盟友獎得主。
- 喬治·德·考內斯（英语：Georges de Caunes）（1919-2004年）法國電視主持人、記者和作家。
- 讓·夏爾·拉菲希爾（法语：Jean Charles L'officier）（1913-1974年）拉法基集團副總裁。
- 亨利·德·法西（法语：Henri de Farcy）（1914-1983年）法國農業經濟學家和耶稣会教士。
- 羅傑·穆基埃利（法语：Roger Mucchielli）（1919-1981年）法國心理社會學家和教育家。
- 雅克·德斯普拉茨（法语：Jacques Desplats）（1913-1940年）索米爾軍校教師，热讷河的保衛者。